# 会宝産業
会宝産業株式会社（かいほうさんぎょう）は、使用済自動車の引取・解体・破砕前処理などの自動車リサイクルと、中古車・中古自動車部品の輸出販売を事業としている。本社は石川県金沢市に所在する。

## 概要
会宝産業は、日本の大手の自動車中古部品の輸出販売会社であり、2010年（平成22年）には、日本で最大の自動車中古部品の輸出企業となった。1969年（昭和44年）に有限会社近藤自動車商会として設立され、1992年（平成4年）に社名を会宝産業株式会社に変更。2015年（平成27年）4月に近藤典彦の息子である近藤高行が代表取締役社長に就任した。

## 歴史
1969年（昭和44年）、近藤典彦が石川県金沢市に有限会社近藤自動車商会を設立。設立当初は主に自動車の解体及び鉄くず、アルミニウム、銅の販売を行っていた。1991年（平成3年）、クウェートの顧客が20トンもの中古エンジンやサスペンションパーツを買い付けに来たことが転機となり、翌年、会宝産業株式会社に社名を変更し、単なる車の解体業から諸外国で再生利用される中古部品を販売するビジネスへと移行していった。
会宝産業の2011年（平成23年）の車両取扱台数は月間約1,200台、輸出したエンジンの取扱数は、タイ、ケニヤ、ナイジェリア、ガーナ、シンガポールの合弁会社も含めて計74か国、年間20,000台を超えている。2003年（平成15年）に3億３,500万円だった売上高は、2019年（令和元年）には25億円にまで増加。会宝産業は2000年代前半には環境マネジメントシステムと品質マネジメントシステムに投資することを決めた。2008年（平成20年）、経済産業省主催の中小企業IT経営力大賞を受賞。
2003年（平成15年）4月には、Re-Use Motorization Alliance（RUMアライアンス）を設立し、2007年（平成19年）4月には、International Recycling Education Cente（IREC）を設立する。会宝産業は、Japan Reuse Standard（JRS）と名付けられた輸出用の中古車エンジンの品質を評価する独自基準を新たに設け、コンプレッションやオーバーヒートの有無、走行距離などを含む6項目をそれぞれ5段階で評価している。
2013年（平成25年）2月には、JRSの技術仕様書をBritish Standard Institution（BSI、英国規格協会）に認証申請し、同年10月には、公開仕様書（Publicly Available Specification）としてPAS777（「中古オートモーティブエンジン及び関連するトランスミッションユニットの機能評価及びラベリングに関する仕様書」）が発行された。
会宝産業は、現在、ブラジル連邦技術教育センターと連携してミナスジェライス州に自動車リサイクル技術教育センター（Cefet-MG）を設置する計画を進めている。
2021年（令和3年）3月には、心身ともに健康で働きやすい環境づくりを目的とし「健康経営優良法人2021 中小規模法人部門」に申請し、健康経営優良法人の認定を受けた。

## 沿革
- 1969年（昭和44年）5月 - 有限会社近藤自動車商会を設立。
- 1992年（平成4年）2月 - 社名を会宝産業株式会社へ変更。
- 2002年（平成14年）2月 - ISO14001認証取得。
- 2003年（平成15年）9月 - 内閣府認証のNPO法人RUMアライアンスを設立[12]。
- 2005年（平成17年）3月 - ISO9001認証取得。
- 2006年（平成18年）1月 - 石川県ニッチトップ企業に認定[13]。
- 2006年（平成18年）9月 - IT経営百選（経済産業省推進事業）の最優秀企業賞を受賞[14]。
- 2007年（平成19年）12月 - 資本金を5,700万円に増資。
- 2008年（平成20年）
  - 2月 - 中小企業IT経営力大賞（経済産業省主催）を受賞[15]。
  - 7月 - タイ合弁会社 KAIHO THAILANDを設立[16]。
- 2009年（平成21年）
  - 3月 - 第5回ハイ・サービス日本300選を受賞[17]。
  - 6月 - ケニア合弁会社 MAEJI KAIHOを設立[18]。
- 2010年（平成22年）5月 - シンガポール合弁会社 KAIHO SINGAPOREを設立[19]。
- 2011年（平成23年）
  - 8月 - ナイジェリア合弁会社 KAIHO SANGYO(NIG)を設立[20][21]。
  - 9月 - ガーナ合弁会社 KAIHO SANGYO GHANAを設立。
  - 11月 - 第3回アリババサプライヤーアワードを受賞[22]。
- 2012年（平成24年）2月 - JICA BOPビジネス調査事業を受託（ナイジェリアで初）[23]。
- 2013年（平成25年）11月 - 第13回EY Entrepreneur Of The year Japan、アクセラレーティング部門セミファイナリスト[24]。
- 2014年（平成26年）
  - 6月 - 一般財団法人船井財団グレートカンパニーアワード2014、勇気ある社会貢献チャレンジ賞を受賞[25]。
  - 7月 - アラブ首長国連邦に現地法人 KAIHO MIDDLE EAST(FZE) を設立。[26][27]
- 2017年（平成29年）
  - 6月 -   SDGsビジネスアワード2017「エコシステム賞」を受賞。
  - 10月 - WIRED Audi INNOVATION AWARD 2017 受賞。
  - 12月 - 国連開発計画（UNDP）主導「ビジネス行動要請（BCtA）」承認。
- 2018年（平成29年）12月 - 第2回「ジャパンSDGｓアワード」推進副本部長（外務大臣）表彰受賞。
- 2021年（令和3年）3月 - 健康経営優良法人2021 中小規模法人部門 健康経営優良法人認定。